# Gymnostachyum tomentosum
Gymnostachyum tomentosum är en akantusväxtart som beskrevs av T. Anders.. Gymnostachyum tomentosum ingår i släktet Gymnostachyum och familjen akantusväxter. Inga underarter finns listade i Catalogue of Life.